# Pahokee
La ville de Pahokee est située dans le comté de Palm Beach, dans l’État de Floride, sur la rive du lac Okeechobee, aux États-Unis. Sa population s’élevait à 5 649 habitants lors du recensement de 2010, estimée à 6 270 habitants en 2018.

## Démographie
| 1930  | 1940  | 1950  | 1960  | 1970  | 1980  |
| ----- | ----- | ----- | ----- | ----- | ----- |
| 2 256 | 4 766 | 4 472 | 4 709 | 5 663 | 6 346 |

| 1990  | 2000  | 2010  | - | - | - |
| ----- | ----- | ----- | - | - | - |
| 6 822 | 5 985 | 5 649 | - | - | - |

## Filmographie
- Ivete Lucas et Patrick Bresnan, Pahokee, une jeunesse américaine, 2019.

## Source
- (en) Cet article est partiellement ou en totalité issu de l’article de Wikipédia en anglais intitulé « Pahokee, Florida » (voir la liste des auteurs).